# 森中千香良
森中千香良（1939年10月20日—2008年4月14日），日本棒球選手，出生於奈良縣奈良市，曾經效力於日本職棒日本火腿等隊伍，於1975年退休，生涯通算114次勝投。